# Nicolás Muñoz
Nicolás Armando Muñoz Jarvis (Panama, 21 dicembre 1981) è un calciatore panamense, attaccante dell'Águila.

## Caratteristiche tecniche
È una punta centrale.

## Carriera

### Club
Comincia a giocare allo Sporting San Miguelito. Nel 2002 viene acquistato dall'Arabe Unido. Nel 2003, dopo una breve esperienza all'Envigado, torna all'Arabe Unido. Nel 2004 gioca per il Chalatenango. Nel 2005 si trasferisce al FAS. Nel 2006 torna al Chalatenango, per poi trasferirsi allo Sporting San Miguelito. Nel 2007 passa all'Águila. Nel 2008 viene acquistato dall'Alianza. Nel 2009 passa al Vista Hermosa. Nel 2010, dopo una breve parentesi all'Arabe Unido, si trasferisce all'Águila. Nel 2012 viene ceduto all'Isidro Metapán. Nel 2015 torna all'Águila. Nel gennaio 2017 viene acquistato dal Luis Angel Firpo.

### Nazionale
Debutta in Nazionale il 29 novembre 2006, nell'amichevole El Salvador-Panama (0-0). Mette a segno la sua prima rete con la maglia della Nazionale il 14 novembre 2014, nell'amichevole El Salvador-Panama (1-3), in cui mette a segno la rete del momentaneo 0-1. Ha partecipato, con la Nazionale, alla Gold Cup 2007 e alla Gold Cup 2009. Ha collezionato in totale, con la maglia della Nazionale, 13 presenze e una rete.

## Palmarès

### Club

#### Competizioni nazionali
- Asociación Nacional Pro Fútbol: 2

Árabe Unido: 2002, 2010
- Primera División de Fútbol Profesional: 5

FAS: 2004-2005
Águila: 2011-2012
Isidro Metapán: 2012-2013, 2013-2014, 2014-2015